# Anopheles pictipennis
Anopheles pictipennis är en tvåvingeart som beskrevs av Philippi 1865. Anopheles pictipennis ingår i släktet Anopheles och familjen stickmyggor. Inga underarter finns listade i Catalogue of Life.